# Landslag (lagstiftning)
Landslag kallas en riksomfattande lag, till skillnad från lokala och regionala lagar, som till exempel landskapslagar.
Sveriges första landslag var Magnus Erikssons landslag från cirka 1351. Den ändrades genom Kristofers landslag 1442 och ersattes 1734 av Sveriges rikes lag, se 1734 års lag.
I Norge stadfäste kung Magnus Lagaböter en landslag 1274. Den var ett av de första exemplen i Europa på en gemensam rikslagstiftning. Den ersattes 1604 av Kristian IV:s Norske Lov, som var en bearbetad översättning till danska. Den lagen gällde till 1687, då den ersattes av Kristian V:s Norske Lov, som var en anpassad version av hans Danske Lov. Delar av denna gäller fortfarande i Norge, Island och Färöarna.
I Danmark infördes en gemensam lag genom Kristian V:s Danske lov år 1683. Denna utgör fortfarande grunden i den danska lagstiftningen, även om det mesta av innehållet har ändrats.